# Duna World
Duna World ist ein Fernsehsender der ungarischen öffentlich-rechtlichen Rundfunkanstalt Duna Média (bis 30. Juni 2015 Teil von Duna Televízió). Das Programm wird mit EU-Förderungsmitteln unterstützt und richtet sich an die in Europa lebenden Minderheiten. Es werden hauptsächlich Talkshows und Dokumentationen ausgestrahlt.
Der Sender wird in ganz Ungarn über DVB-T verbreitet und ist über die Satelliten Eurobird 9A auf 9°Ost und Thor 5 auf 1°West für Europa sowie NSS-806 auf 40,5°West für Südamerika unverschlüsselt empfangbar. Des Weiteren ist er über einen Livestream weltweit verfügbar. Die Einschaltquoten des kulturellen Spartenprogramms sind sehr gering und haben weniger als 1 % Marktanteil.